# Cryptocephalus plantaris
Cryptocephalus plantaris is een keversoort uit de familie bladkevers (Chrysomelidae). De wetenschappelijke naam van de soort werd in 1868 gepubliceerd door Suffrian.